# مقاطعة مونتيزوما (كولورادو)
مقاطعة مونتيزوما (بالإنجليزية: Montezuma County)‏ هي إحدى مقاطعات ولاية كولورادو في الولايات المتحدة الأمريكية.